# Leo Gräff
Leo Gräff (* 12. Oktober 1836 in Trier; † 4. August 1889 in Herne) war ein deutscher Ingenieur und Unternehmer. Er war einer der Spitzenrepräsentanten des deutschen Steinkohlebergbaus im jungen Kaiserreich Deutschland.

## Werdegang
Leo Gräff war ein Sohn des Mitglieds der Preußischen Nationalversammlung und Justizrats Josef Erasmus Graeff und dessen aus Metz stammenden Ehefrau Marie Pauline Mathieu (1801–1887), die beide am 14. Mai 1832 in Coigny geheiratet hatten. Gräff studierte in Bonn das Bergfach und schloss sich 1858 dem Corps Saxonia an. 1860 war er als Bergreferendar in Dudweiler-Jägersfreude beschäftigt, wo er u. a. einen Konsumverein zur Verpflegung von Bergleuten aufgebaut hatte. Am 18. Juli 1866 wurde er zum Bergassessor ernannt und 1875 holte ihn William Thomas Mulvany als Generaldirektor zur Hibernia AG nach Herne. Sein Nachfolger wurde am 1. September 1889 der königliche Bergrat a. D. Karl Behrens.

## Familie
Leo hatte zwei leibliche Schwestern Marie Emilie (1833–1899) und Maria Lucilia (1840–1901) sowie einen russischen Adoptivbruder Georg Michael (1853–1906), der durch Vermittlung von Emilie zur Familie Graeff gekommen war. Ein Onkel von ihm war der Tabakwarenfabrikant Johann Baptist Graeff.

## Ehrungen
- Am 20. Januar 1905 benannte die Stadt Herne eine Straße in Herne-Mitte nach ihm.
- Im Saarbrücker Stadtteil Rodenhof existiert ebenfalls eine Gräffstraße.